# 翱遊澳門無人機表演盛會
翱遊澳門無人機表演盛會（葡萄牙語：Gala de Drones Brilha sobre Macau）是由澳門特別行政區政府旅遊局主辦的無人機表演，希望促進夜間及社區經濟，同時作為因全球COVID-19疫情而停辦的澳門國際煙花比賽匯演替代的大型活動。

## 背景

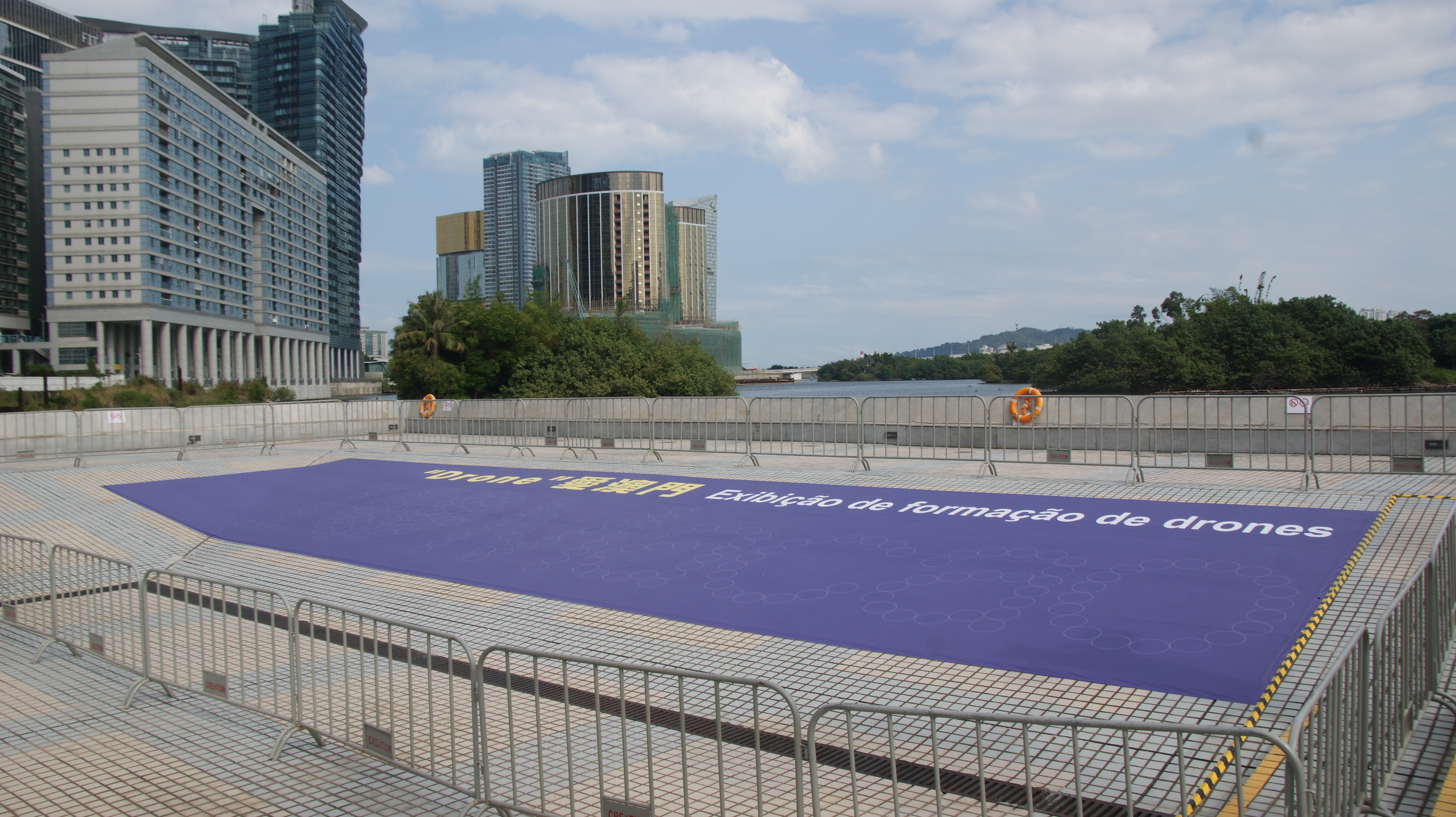
無人機擺放區

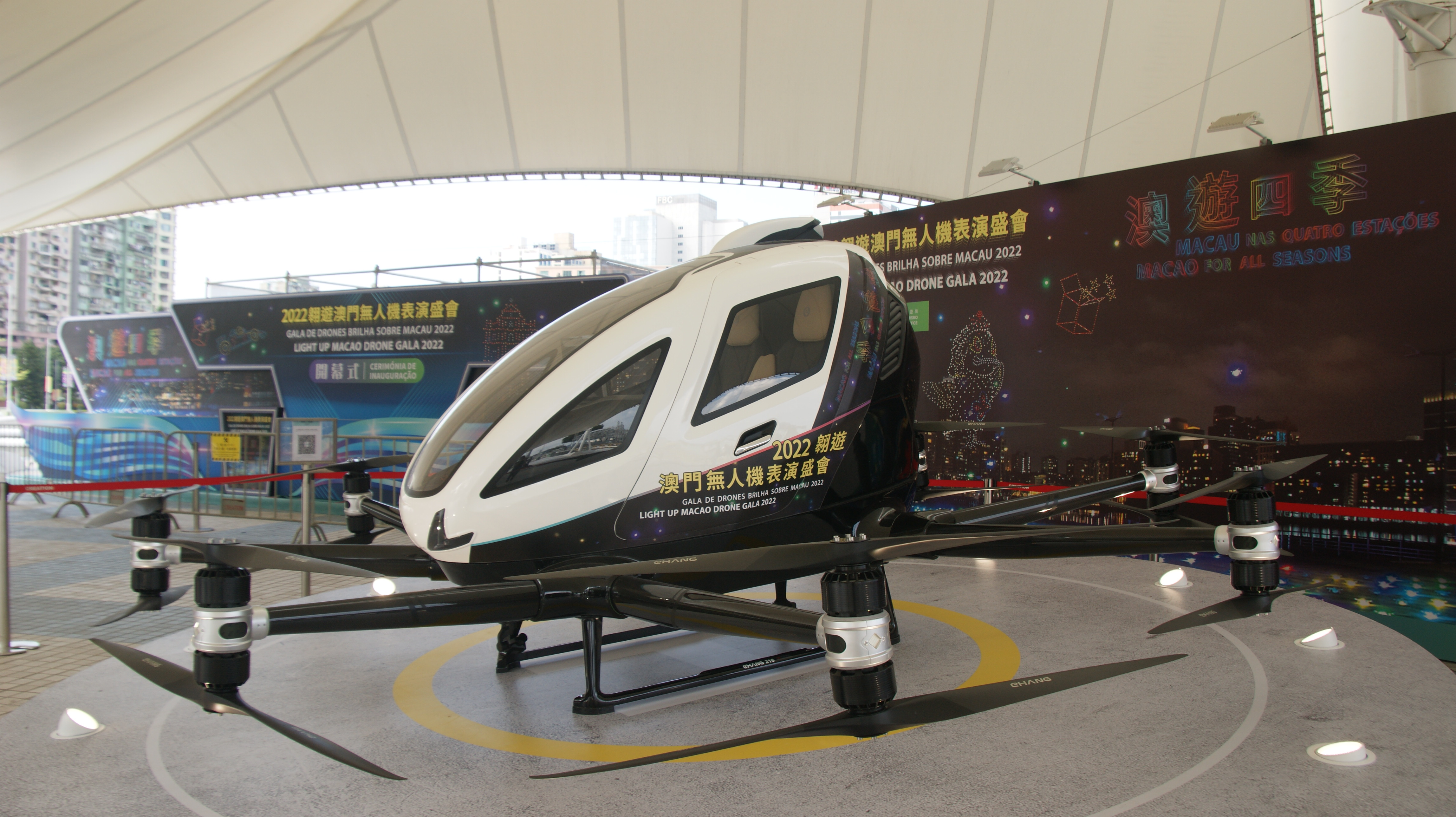
位置在南灣湖水上活動中心白帳篷，帳篷內設置一架大型無人機，場內並提供視頻導覽。

2021年9月，旅遊局公佈首次舉辦的無人機表演，活動正式命名為翱遊澳門無人機表演盛會，並邀請了來自深圳兩隊、廣州、天津、北京的5支隊伍，共10個場次表演將於10月1日、3日、9日、16日及23日晚上7時30分和9時30分進行在南灣湖舉行，每晚兩場表演內容相同，市民和旅客可選擇前往南灣湖區及雅文湖畔兩地觀賞。每場表演使用無人機300架次，時長10至15分鐘。
2021年9月及10月，因受保安群組及裝修群組疫情爆發影響，原先10月無人機表演延至同年12月，主題改為「翱遊‧澳門光影節」，作為澳門光影節活動的一部分，日期改至4、11、18、20及25日共10場上演，共同慶祝澳門回歸及聖誕節。 5個晚上有不同主題演出，每晚兩場表演的內容相同。無人機表演將配上音樂及旁述，並於由南灣‧雅文湖畔至大型白色帳篷一帶的南灣湖景大馬路靠湖一側行人路區域設置揚聲器，增強演出的效果和氣氛。
2021年12月20日，因受超強颱風雷伊影響，氣象局一度發出一號風球並且曾經考慮於當天晚間改發三號風球，加上澳門在同日中午前後天氣轉為不穩定兼且為多雲有雨的天氣。旅遊局於同日中午1時半左右宣佈因天雨關係，原定於2021年12月20日舉行無人機表演的兩場次演出，將延後至2021年12月21日晚上7時及9時45分舉行。
2022年，澳門特別行政區政府旅遊局再次舉辦該活動，並將該活動改為於該年5月初舉辦“2022翱遊澳門無人機表演盛會”，於2022年5月1日、2日、7日和8日在南灣湖上演，以“澳遊四季”為主題，串連澳門的節慶盛事和特色建築等元素，每場使用的無人機由2021年的300架次增至880架次，呈現更多立體圖案；同時增設延伸活動，包括展出一架大型無人機、展示無人機排列成的特色圖案、無人機攝影比賽及無人機構圖設計比賽。
2022年4月30日，旅遊局公佈因天氣原因，原定5月1日及2日晚上的無人機表演延後至5月3日及4日舉行。
2023年，澳門旅遊局副局長程衛東表示，因天氣等不確定因素較多，故於該年起不計劃舉辦無人機表演。

## 歷年活動主題和表演

### 2021年
| 日期                    | 隊伍名稱                                     | 主題                                         | 其他備註                                     |
| 表演時間                | 第一場（19:00-19:15）/ 第二場（21:45-22:00） | 第一場（19:00-19:15）/ 第二場（21:45-22:00） | 第一場（19:00-19:15）/ 第二場（21:45-22:00） |
| 備註                    | 每晚兩場表演內容相同                         | 每晚兩場表演內容相同                         | 每晚兩場表演內容相同                         |
| 12月4日                 | 深圳隊                                       | 翱遊‧澳門光影節                              |                                              |
| 12月11日                | 天津隊                                       | 詩意澳樂遊                                   |                                              |
| 12月18日                | 深圳隊                                       | 悅享澳旅                                     |                                              |
| 12月21日 (原定12月20日) | 廣州隊                                       | 澳蓮盛放                                     | 受颱風和天雨影響延至翌日(12月21日)舉行       |
| 12月25日                | 廣州隊                                       | 澳遊聖誕                                     |                                              |

### 2022年
2022年新增呈獻單位，表演時間改為晚上8時及晚上9時30分，不設表演隊伍，四個晚上以澳門的四個不同的季節作主題，每晚的兩場表演項目內容相同。4天晚上共8場表演由深圳和澳門團隊聯合呈獻。
| 日期     | 主題                                         | 呈獻單位                                     | 其他備註                                                                                   |
| 表演時間 | 第一場（20:00-20:15）/ 第二場（21:30-21:45） | 第一場（20:00-20:15）/ 第二場（21:30-21:45） | 第一場（20:00-20:15）/ 第二場（21:30-21:45）                                               |
| 備註     |                                              |                                              |                                                                                            |
| 5月1日   | 春臨澳門                                     | 旅遊局（第一場） 新濠集團（第二場）          | 受天氣影響延後至5月3日舉行                                                                 |
| 5月2日   | 盛夏澳門                                     | 永利（第一場） 金沙中國（第二場）            | 受天氣影響延後至5月4日舉行，第一場表演改為晚上8時30分舉行，第二場表演改為晚上9時45分舉行。 |
| 5月7日   | 金秋澳門                                     | 銀娛（第一場） 澳娛綜合（第二場）            | [ 11 ]                                                                                     |
| 5月8日   | 冬日澳門                                     | 美高梅（第一場） 旅遊局（第二場）            | [ 12 ]                                                                                     |

## 媒體轉播
活動期間，旅遊局透過澳廣視旗下的電視頻道澳視澳門（2021年僅晚上9時45分場次）和澳門綜藝，澳門有線電視第三高清頻道實時現場直播無人機表演盛會情況，同時澳廣視旗下的澳門電台中文頻道（FM100.7）實時轉播兩場無人機表演音樂和旁述。

## 延伸活動及防疫安排
2022年起開始進行延伸活動，在2022年活動中包括展出一架大型無人機、展示無人機排列成的特色圖案、無人機攝影比賽及無人機構圖設計比賽和線上有獎遊戲及抽獎。另外，因應COVID-19疫情在全球仍然流行，表演現場將有劃定觀賞區域，觀眾進入劃定區域須出示有效綠色“澳門健康碼”、掃瞄場所碼、接受體溫測量及保持社交距離，並全程佩戴自備口罩。活動表演者工作人員將遵循衛生局疫情防控指引配合完成接種疫苗或進行相應的病毒核酸採樣檢測。

## 外部連結
- 澳門特別行政區政府旅遊局官方網頁 （页面存档备份，存于）